# Amerikansk exceptionalisme
Amerikansk exceptionalisme er en ideologi, der ser USA som et unikt land med hensyn til dens idealer om demokrati og personlig frihed.
Selvom begrebet ikke har en formel definition, så er alligevel en række faste temaer, der er fælles for de forskellige opfattelser af ideen. En af disse opfattelser er idéen om, at USA er anderledes fra andre folkeslag. I denne opfattelse stammer den amerikanske exceptionalisme fra den amerikanske revolution, hvor USA ifølge politologen Seymour Martin Lipset blev "den første nye nation." Dette førte til, at man udviklede den amerikanske ideologi "amerikanisme", der er baseret på frihed, egalitarisme, individualisme, republikanisme, demokrati, og laissez-faire økonomi. Denne ideologi er i sig selv ofte omtalt som "amerikansk exceptionalisme." En anden opfattelse er idéen om, at USA har en unik mission, der handler om at forvandle verden. Denne opfattelse har væsentlige religiøse elementer, der ifølge religionssociologen Robert N. Bellah er bundet op på en helliggørelse af det amerikanske statsapparat. Abraham Lincoln sagde i sin berømte Gettysburg-tale fra 1863, at amerikanerne havde en pligt til at sikre, at "regering af folket, ved folket og for folket ikke skal visne bort fra jorden." En tredje opfattelse er idéen om, at USA's historie og mission har givet landet en naturlig overlegenhed i forhold til andre nationer. Den sidste opfattelse trækker på et idealistisk historiesyn.
Ideen, om at USA er exceptionelt, har udviklet sig over tid og kan spores tilbage til mange kilder. Den franske politolog og historiker Alexis de Tocqueville var den første forfatter til at beskrive landet som "enestående" i 1831 og 1840. Udtrykket "amerikansk exceptionalisme" siges at have oprindelse i det sovjetiske regime under Joseph Stalin som en negativ betegnelse for folk i den kommunistiske bevægelse, der påstod at USA var en undtagelse i forhold til den historiske nødvendighed af kommunismens fremmarch. Den tidligere amerikanske præsident, Ronald Reagan er ofte krediteret for at have udkrystalliseret ideen om USA som exceptionelt.